# Resolución 400 del Consejo de Seguridad de las Naciones Unidas
La resolución 400 del Consejo de Seguridad de las Naciones Unidas, adoptada el 7 de diciembre de 1976 en una sesión privada, después de considerar la cuestión sobre la recomendación relativa al nombramiento del Secretario General, el Consejo recomendó a la Asamblea General que Kurt Waldheim fuese nombrado como Secretario General por un segundo período empezando el 1 de enero de 1977 y terminando el 31 de diciembre de 1981.